# Славинская-Белоненко, Надежда Митрофановна
Надежда Митрофановна Славинская-Белоненко (22 ноября 1911, Таганрог — 12 августа 1966, Москва) — советская теннисистка, четырёхкратная чемпионка СССР. Заслуженный мастер спорта СССР (1950).

## Биография
Надежда Белоненко родилась в Таганроге. Окончила Таганрогское авиационное училище, начала играть в теннис в 1928 году. Стала чемпионкой Северного Кавказа в 1931 и 1932 годах, чемпионкой Азовской и Черноморской области в 1943 году. В 1939 переехала в Москву.
4-кратная чемпионка СССР: 1948—1950 (одиночный разряд), 1948 (парный). 12-кратная финалистка: 1940, 1944—1946, 1951 (одиночный разряд) и 1944—1945, 1947, 1949—1952 (парный).
7-кратная победительница Всесоюзных Зимних Соревнований — 1946—1949, 1951 и 1954 (одиночный разряд) и 1954 (парный). 4-кратная чемпионка ВЦСПС — 1939, 1944—1945 (одиночный разряд) и 1945 (парный). Победительница открытых чемпионатов Эстонии в 1947—1948 годах. 12-кратная чемпионка Москвы — (1939, 1944—1946, 1947—1950, 1954—1955) (одиночный разряд) и зима 1951 (парный). Победитель кубка Москвы в 1947 году. Участвовала в матчах Москва-Ленинград и в матчах с теннисистами из Чехословакии (1938) и Венгрии (1949). В 1942—1946 работала тренером в ДСО «Крылья Советов».
Трижды признавалась лучшей теннисисткой СССР — в 1948—1950 годах.
Закончила выступать в 1961 году. Скончалась в Москве 12 августа 1966.
В 1980-90-х гг. в Таганроге проводился теннисный Мемориал Белоненко.